# Rudolf Stocker
Rudolf Stocker (1965) è un ex sciatore alpino austriaco.

## Biografia
Stocker debuttò in campo internazionale in occasione dei Mondiali juniores di Sestriere 1983 e gareggiò prevalentemente in Coppa Europa, dove fu 2º nella classifica di supergigante nel 1985-1986 e 3º in quella di discesa libera nel 1988-1989; non parte a rassegne olimpiche o iridate né ottenne piazzamenti in Coppa del Mondo.

## Palmarès

### Coppa Europa
- Miglior piazzamento in classifica generale: 8º nel 1989

### Campionati austriaci
- 4 medaglie[1]:
  - 2 ori (combinata nel 1983; combinata nel 1986)
  - 1 argento (combinata nel 1987)
  - 1 bronzo (slalom gigante nel 1986)